# Марко Костић (редитељ)
Марко Костић (Београд, 6. јун 1973. у Београду) је српски филмски редитељ. Режирао је филм Принц од папира који је освојио неколико награда на међународним фестивалима.

## Филмографија
| Год. | Назив                                |
| ---- | ------------------------------------ |
| 2005 | Принц од папира (кратки играни филм) |
| 2008 | Принц од папира                      |
| 2017 | Козје уши                            |